# كاتدرائية القديس بولس (ويلينغتون)
كاتدرائية القديس بولس (بالإنجليزية: St Paul's Cathedral) أو كاتدرائية ويلينغتون (بالإنجليزية: Wellington Cathedral)، هي كاتدرائية أنجليكانية في مدينة ويلينغتون عاصمة نيوزيلندا. وتُعد الكنيسة الأم لأبرشية ويلينغتون وكاتدرائية أسقف ويلينغتون. تقع الكاتدراتئية بالقرب من البرلمان النيوزيلندي.

## وصلات خارجية
- Wellington Cathedral of St Paul – الموقع الرسمي.